# Brandi Carlile
Brandi Carlile (Ravensdale, Washington; 1 de junio de 1981) es una cantante y compositora estadounidense. La música de Carlile ha sido calificada en varios géneros, incluyendo pop, rock, country alternativo, indie y folk.

## Biografía

### 1981-2003: Primeros años
Carlile nació el 1 de junio de 1981 en Ravensdale, Washington, Estados Unidos, un pequeño pueblo a 30 millas de Seattle. Al crecer en la única casa por millas, Carlile tocaba en el bosque, construía fuertes y tocaba música con su hermano Jay y su hermana Tiffany. Su madre es cantante y le enseñó a cantar cuando era pequeña y comenzando a interpretar canciones country en el escenario cuando tenía 8 años.
A los ocho años, Carlile interpretó «Tennessee Flat Top Box» de Johnny Cash con su madre Teresa Carlile y comenzó a tocar la guitarra y escribir canciones a los 15 años. A los 16 años se convirtió en cantante de respaldo para un Imitador de Elvis. Según Carlile, le diagnosticaron un trastorno por déficit de atención cuando era adolescente. Asistió a la escuela secundaria Tahoma, pero luego se retiró para seguir su carrera musical. Después de conocer la música de Elton John, aprendió a tocar el piano y a los 17 años aprendió a tocar la guitarra.

### 2004–2006: Comienzos y debut musical
Antes de firmar para una importante discográfica, Carlile con los hermanos gemelos Tim y Phil Hanseroth, realizaron presentaciones en establecimientos locales de Seattle, como The Crocodile, Tractor Tavern, y Paragon. Las presentaciones de Carlile fueron grabadas y posteriormente auto-editadas y finalmente vendidas. Carlile comenzó a atraer la atención de la industria de la música después de que Dave Matthews escuchó tocar a su banda en el 2003 en el Sasquatch! Music Festival. Carlile firmó con Columbia Records a finales de 2004 sobre sus grabaciones realizadas en casa. En el 2005 se publicó su álbum debut, Brandi Carlile, incluyendo algunas canciones interpretadas por ella y su banda, así como también canciones nuevas.
En el año 2005, apareció en la revista Rolling Stone, en su lista Los 10 artistas a observar en 2005. En su reseña del álbum, Stephen Thomas Erlewine escribió: «Los elogios, combinados con la portada que la captura en su momento más lindo, como si fuera una prima de Rachael Leigh Cook- podría hacer que algunos oyentes sospechen de Carlile, ya que el efecto acumulativo la hace parecer una creación bonita y preempaquetada». Además escribió, «su música es rica, cálida y seductora, familiar en su forma y sonido, pero suena fresco, incluso original, particularmente en cómo su base de cantante/compositora se combina con sus inclinaciones art-pop». 
El álbum alcanzó el puesto número ochenta en el Billboard 200, el número 1 en los álbumes Folk de Estados Unidos y la posición dieciocho en los álbumes de Rock. Después del lanzamiento de su álbum homónimo, se fue de gira con los hermanos Hanseroth durante casi dos años, donde trabajó en las canciones que se convertirían en parte de su segundo álbum de estudio.

### 2007–2008:The Story
Su segundo álbum con The Story, se lanzó en abril de 2007. Fue producido por T-Bone Burnett, e incluye una colaboración con las Indigo Girls en su canción «Cannonball». El álbum fue grabado en un máximo de 11 días que duró la reunión con Carlile, los gemelos Hanseroth, el violochelista Josh Neumann y el baterista Matt Chamberlain para capturar el sonido en sus actuaciones en directo. La grieta en la voz de Carlile durante la canción «The Story», salió por casualidad y fue un resultado directo de la forma en que el disco fue grabado. Carlile describe la voz como «técnicamente erróneo, pero emocionalmente correcto». También contribuiría a la voz de «Last Tears» de Indigo Girls de su álbum Despite Our Differences.
El ABC de Grey's Anatomy, contó con tres canciones: «Tragedy», «What Can I Say» y «Throw it All Away». En abril de 2007, Grey's Anatomy estrenó una versión del vídeo para la promoción de esta, haciendo una intercalación de escenas del vídeo de Carlile y escenas de la serie. El episodio del 3 de mayo de 2007, un especial de dos horas del show, se presentó a Carlile interpretando la canción «Turpentine» durante la grabación del Grey's Anatomy-off, Private Practice. La canción de Carlile, «The Story» apareció en un comercial de TV de General Motors que fue emitido durante los Juegos Olímpicos de Beijing, así como en un comercial de Super Bock.
En 2007, Carlile actuó en el Borderline en Londres y como invitado en la gira de Newton Faulkner por el Reino Unido. Durante marzo y abril de 2008, Carlile realiza una gira por Australia con Maroon 5 y OneRepublic. En abril de 2008, se presentó en la BBC2 espectáculo Later ... with Jools Holland. El álbum vendió más de 257.776 copias en los Estados Unidos y alcanzó el puesto número cuarenta y uno en Billboard 200 y el número diez en álbumes de rock de Estados Unidos.

### 2009-2010:Give Up the Ghost
Su tercer álbum Give Up the Ghost se estrenó el 6 de octubre de 2009. El álbum fue producido por el ganador del premio Grammy, Rick Rubin, y contiene una colaboración con Elton John, titulado «Caroline». En 2010, National Geographic Channel en América Latina eligió la canción «If There Was No You» del álbum como un jingle para promocionar su serie "Grandes Migraciones". También ese mismo año, durante los 21 ° Premios GLAAD Media, Carlile fue nominada para un premio GLAAD Media Award por Mejor artista musical.
En los Estados Unidos, el álbum alcanzó el número veintiséis en el Billboard 200 de Estados Unidos, el número cinco en la lista Folk Albums de Billboard y número nueve en los álbumes de Rock. En una de las críticas del álbum para Paste, Rachael Maddux escribió: «Retorciéndose y ardiendo y mirando la vida directamente por el cañón, Give Up the Ghost es exactamente el álbum que Carlile necesitaba hacer en este momento. La producción es gruesa pero elegante, aplicado con pleno conocimiento de que las canciones podrían existir maravillosamente en un aturdido escaso de rasgueo acústico, pero que merecen más que eso». Ella agregó: «¿La mejor parte de Give Up The Ghost ? Probablemente hará un álbum aún mejor algún día».

### 2011-2014:Live at Benaroya HallyBear Creek
En 201, Carlile estrenó el álbum en vivo Live at Benaroya Hall with the Seattle Symphony. Andrew Leahey de AllMusic lo calificó como su mejor álbum y escribió: «Live at Benaroya Hall está más preocupado por vestir la música de Carlile con ropa elegante y orquestal, y los resultados son bastante impresionantes, desde la grandeza de «The Story», ahora con cuernos, instrumentos de viento de madera, y cuerdas. Este no es el primer álbum de conciertos de Brandi, pero sin duda es el mejor». En los Estados Unidos, el álbum alcanzó la posición sesenta y tres en el Billboard 200, número cinco en la lista Folk Albums de Billboard y número catorce en los álbumes de Rock.
Su cuarto álbum de estudio Bear Creek, se lanzó el 5 de junio de 2012, y fue producido por Trina Shoemaker. El álbum es una colaboración entre ella y los gemelos Hanseroth. En una entrevista con American Songwriter, ella comentó: «Decidimos hace una década dividir todo en nuestra banda de manera equitativa entre los tres. Así que nadie tiene ningún interés personal en involucrarse con la canción o la historia de otra persona. Pero nadie tiene un interés personal interés en mantener a alguien fuera de la historia tampoco. Siempre se reduce a lo mejor para la canción».  «Heart's Content» de este álbum apareció en la película romántica de 2013 Safe Haven, y Alex (interpretado por Josh Duhamel) lo escuchó en la radio en un restaurante vacío y la bailó.
El álbum alcanzó su punto máximo en el décimo lugar en el Billboard 200, el primer lugar en Folk Albums y el tercer lugar en los álbumes Rock de Estados Unidos. Adicionalmente fue juez de los 10º Premios Anuales de Música Independiente para apoyar las carreras de artistas independientes. El 11 de enero de 2014, Brandi cantó el Himno Nacional para el juego de playoffs Saints vs Seahawks NFL. Carlile grabó una versión de «The Chain» de Fleetwood Mac para el álbum recopilatorio Sweetheart 2014.

### 2015-2017:The Firewatcher's Daughter
Su quinto álbum de estudio The Firewatcher's Daughter se estrenó el 3 de marzo de 2015 en ATO Records. En una vista previa de su nuevo álbum, el Boston Globe escribió: «Si The Firewatcher's Daughter continúa el coqueteo country-country del Bear Creek de 2012, regresa a la canción cálida de The Story y Give Up the Ghost , o explora alguna otra dirección por completo, seguramente traerá inteligencia emocional, claridad reflexiva y, lo más importante, la voz femenina más llamativa del pop de este lado». El álbum fue el número 1 en la lista de álbumes de Top Rock de Billboard, y el primero para ella. Este fue el segundo álbum consecutivo de Carlile en romper el top diez después de que Bear Creek que llegó al número tres. El álbum encabezó las listas de éxitos en las categorías US Folk y US Rock.
USA Today escribió sobre el álbum que: «The Firewatcher's Daughter es un álbum con un gran corazón, uno que responde con amor, no con miedo». Actuó con The Avett Brothers en Late Show con David Letterman el 4 de mayo de 2015, cantando la canción popularizada por la familia Carter «Keep on the Sunny Side». Carlile fue nominada para la categoría Top American Album, con su hija de Firewatcher's por la 58a entrega anual de los premios Grammy. Adicionalmente fue la invitada musical destacada en Late Night con Seth Meyers el 7 de abril de 2016, donde interpretó la canción «Mainstream Kid» (de The Firewatcher's Daughter ) y dedicó su actuación al senador Bernie Sanders, quien también apareció en el programa esa noche.

### 2018-presente:By the way, I forgive you
El sexto álbum de estudio de Carlile, producido por Dave Cobb y Shooter Jennings By the Way, I Forgive You, se estrenó el 16 de febrero de 2018 y fue precedido por tres sencillos: «The Joke», «The Mother» y «Sugartooth». Para su promoción interpretó canciones del álbum en Jimmy Kimmel Live!. También hizo una aparición especial en el álbum de John Prine, The Tree of Forgiveness. Alcanzó el número cinco en el Billboard 200, convirtiéndose en su álbum más exitoso en las listas de Estados Unidos. Esa misma semana alcanzó el primer lugar en la lista Top Rock Albums. La primera canción del álbum, «Everytime I Hear That Song» figuró en la lista de reproducción de fin de año del expresidente Barack Obama.
El álbum recibió elogios de la crítica, lo que llevó a Carlile a recibir 6 nominaciones en la 61a Entrega Anual de los Premios Grammy, la mayor cantidad de nominaciones para una mujer en 2019, incluidas las categorías Álbum y Canción del Año de todos los géneros. Ella ganó en tres categorías: álbum estadounidense, la mejor canción de raíces americanas y la mejor actuación de raíces americanas (por «The Joke»). Apareció en el concierto de cumpleaños número 87 de Loretta Lynn junto a Tanya Tucker, donde ambas interpretaron una canción del próximo álbum de Tucker «While I'm Livin», que Carlile produjo con Shooter Jennings.
El 14 de octubre de 2019, interpretó el álbum de Joni Mitchell Blue en Los Ángeles en el Walt Disney Concert Hall. Carlile escribió e interpretó el tema «Carried Me With You» para la banda sonora de la película animada Onward (2020). La canción fue nominada a los premios Grammy de 2021 en la categoría de Mejor Canción Escrita para Medios Visuales.
En 2025, anunció junto a Elton John, el album colaborativo, Who Believes in Angels?. Producido por Andrew Watt y grabado en los estudios de la ciudad de Los Ángeles, Sunset Sound Recorders, fue publicado por Interscope Records el 4 de abril de 2025.

## Vida personal
En una entrevista en abril de 2008 con The Independent, Carlile reveló que, cuando era una adolescente, se le diagnosticó trastorno por déficit de atención y luchó en la escuela secundaria. Con el tiempo dejó eso de lado para centrarse en una carrera musical. Ella dijo: 

Ellos querían medicarme a mí para que yo pudiera concentrarme en la clase de matemáticas... me decidí a casi dejar de ir. Salí a buscar un lugar.

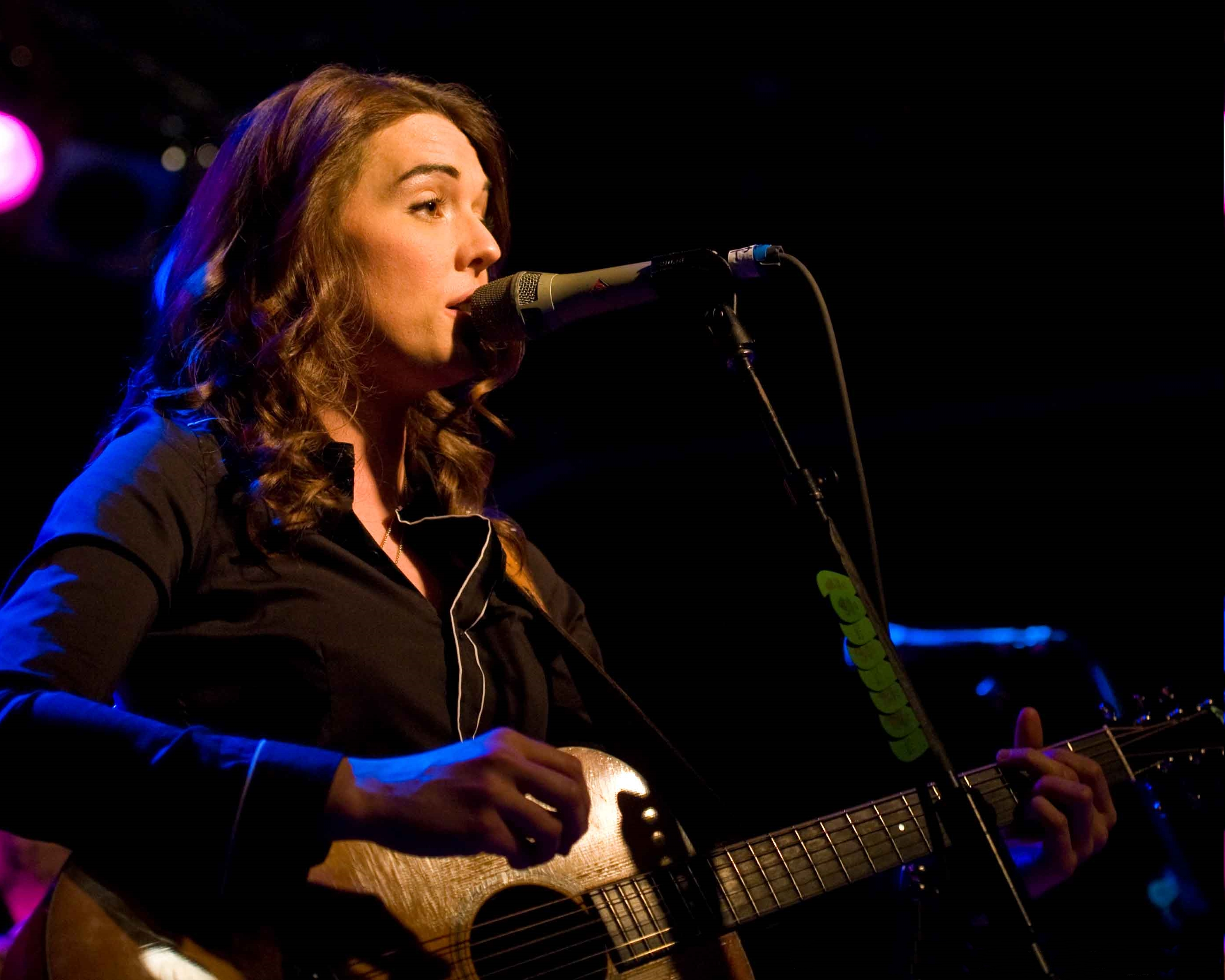
Brandi Carlile actuando en 2010

Carlile es propietaria de un Doberman llamado "Bailey" y un caballo llamado Sovereign, el nombre que ella le puso a su primera guitarra.
Durante una entrevista el 14 de noviembre de 2002 con The Western Front, el periódico oficial de la Western Washington University, Carlile se identificó como lesbiana, y declaró que no creía que fuera a afectar su contrato discográfico. Fue citada diciendo, "No necesito grandes formalismos, ha habido mucha gente antes de mí allanando el camino". Carlile ha optado por no comentar públicamente sobre su orientación sexual este último tiempo.
Carlile tiene dos tatuajes idénticos de Áuryn en cada hombro y ha dicho a menudo que The Neverending Story es una de sus películas favoritas de los ochenta.
Brandi contrajo matrimonio con Catherine Shepherd el 15 de septiembre de 2012. Actualmente tienen dos hijos: Evangeline Ruth, nacida el 15 de junio de 2014, y Elijah, que nació el 18 de marzo de 2018.

## Discografía
Álbumes de estudio
- 2005: Brandi Carlile
- 2007: The Story
- 2009: Give Up the Ghost
- 2011: Bear Creek
- 2015: The Firewatcher's Daughter
- 2018: By the Way, I Forgive You
- 2021: In These Silent Days

Álbumes colaborativos
- 2019: The Highwomen (con the Highwomen)
- 2025: Who Believes in Angels? (con Elton John)

## Premios y nominaciones
| Año  | Premiación                      | Categoría                                  | Trabajo nominado                   | Resultado |
| ---- | ------------------------------- | ------------------------------------------ | ---------------------------------- | --------- |
| 2010 | GLAAD Media Awards              | Mejor Artista Musical                      | Brandi Carlile                     | Nominada  |
| 2015 | Grammy Awards                   | Mejor álbum Americano                      | The Firewatcher's Daughter         | Nominada  |
| 2018 | Americana Music Honors & Awards | Artista del año                            | Brandi Carlile                     | Nominada  |
| 2018 | Americana Music Honors & Awards | Canción del año                            | «The Joke»                         | Nominada  |
| 2018 | Americana Music Honors & Awards | Álbum del año                              | By the Way, I Forgive You          | Nominada  |
| 2018 | UK Americana Awards             | Álbum internacional del año                | By the Way, I Forgive You          | Nominada  |
| 2018 | UK Americana Awards             | Canción internacional del año              | «The Joke»                         | Ganadora  |
| 2019 | Grammy Awards                   | Álbum del año                              | By the Way, I Forgive You          | Nominada  |
| 2019 | Grammy Awards                   | Mejor álbum Americano                      | By the Way, I Forgive You          | Ganadora  |
| 2019 | Grammy Awards                   | Grabación del año                          | «The Joke»                         | Nominada  |
| 2019 | Grammy Awards                   | Canción del año                            | «The Joke»                         | Nominada  |
| 2019 | Grammy Awards                   | Mejor canción Americana                    | «The Joke»                         | Ganadora  |
| 2019 | Grammy Awards                   | Mejor presentación Americana               | «The Joke»                         | Ganadora  |
| 2019 | GLAAD Media Awards              | Mejor Artista Musical                      | Brandi Carlile                     | Nominada  |
| 2019 | CMT Music Awards                | Premio al impacto                          | Brandi Carlile                     | Ganadora  |
| 2019 | CMT Music Awards                | Vídeo femenino del aó                      | «The Joke»                         | Nominada  |
| 2019 | CMT Music Awards                | CMT Interpretación del aó                  | Natural Woman (con Maren Morris)   | Nominada  |
| 2019 | UK Americana Awards             | International Song of the Year             | «The Joke»                         | Ganadora  |
| 2019 | UK Americana Awards             | Canción internacional del año              | By the Way, I Forgive You          | Nominada  |
| 2019 | Americana Music Honors & Awards | Artist of the Year                         | Brandi Carlile                     | Ganadora  |
| 2019 | Billboard Women in Music        | Trailblazer Award                          | Brandi Carlile                     | Ganadora  |
| 2020 | Grammy Awards                   | Mejor álbum country                        | While I'm Livin' (como productora) | Ganadora  |
| 2020 | Grammy Awards                   | Canción del año                            | «Bring My Flowers Now»             | Nominada  |
| 2020 | Grammy Awards                   | Mejor canción country                      | «Bring My Flowers Now»             | Ganadora  |
| 2020 | Grammy Awards                   | Mejor presentación country por grupo o dúo | «Common» (con Maren Morris)        | Nominada  |
| 2021 | Grammy Awards                   | Mejor Canción Escrita para Medios Visuales | «Carried Me With You»              | Nominada  |